# Reinhard Rürup

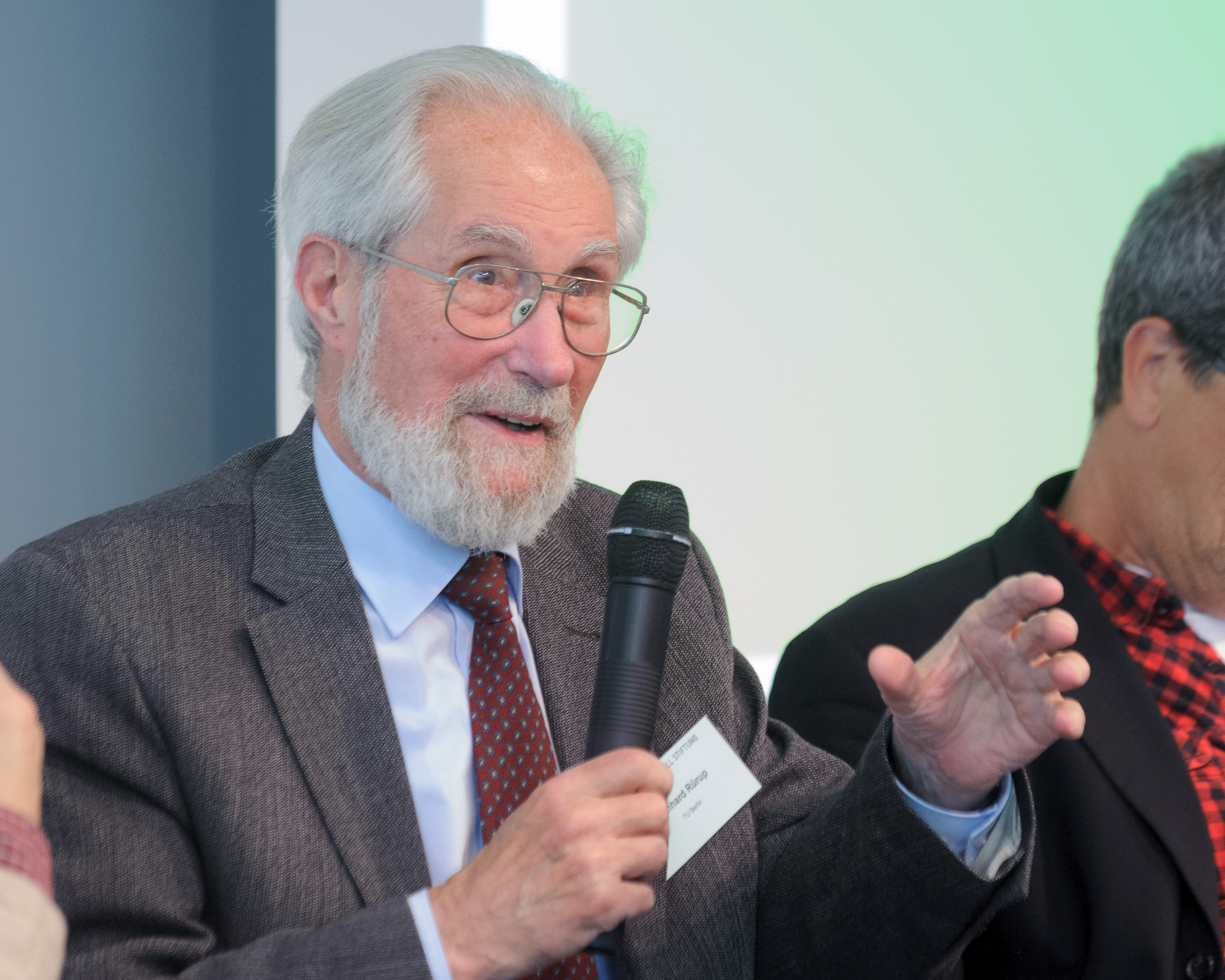
Reinhard Rürup (2012)

Reinhard Rürup (ur. 27 maja 1934 w Rehme, zm. 6 kwietnia 2018 w Berlinie) – niemiecki historyk specjalizujący się w czasach nowożytnych.

## Życiorys
Reinhard Rürup dorastał w Bad Oeynhausen w okręgu Ostwestfalen. Studiował od 1954 roku historię i germanistykę, a jednocześnie uczęszczał na wykłady z prawa i teologii we Fryburgu i Getyndze. W 1962 roku pod kierunkiem profesora Percy’ego Ernsta Szramma na podstawie Pietismus und Reform, rozprawy o Johannie Jakobie Moserze, uzyskał stopień doktora. Po tym został starszym asystentem we Friedrich-Meinecke-Institut Wolnego Uniwersytetu Berlińskiego. Habilitacja w 1970 roku zdecydowała, że obrał karierę uczelnianą, i wkrótce po tym Rürup został mianowany profesorem. Wykładał jako profesor wizytujący (Gastprofessor) na uniwersytetach, m.in.: Kalifornijskim (Berkeley), Stanforda (Stanford), Harvarda (Cambridge) i Hebrajskim (Jerozolima).
Reinhard Rürup objął w 1975 roku katedrę historii nowożytnej w Uniwersytecie Technicznym w Berlinie i piastował to stanowisko do odejścia na emeryturę w 1999 roku. Od 1989 do 2004 roku był kierownikiem muzeum Topografia Terroru (niem. Topographie des Terrors) w Berlinie.
W 2010 roku został odznaczony Orderem Zasługi Republiki Federalnej Niemiec.